# Sant Quirze de Sant Romà de Tavèrnoles
Sant Quirze de Sant Romà de Tavèrnoles l'església, antigament parroquial, del poble de Sant Romà de Tavèrnoles, del terme municipal de Llavorsí, a la comarca del Pallars Sobirà. Era sufragània de la parròquia de Sant Andreu de Rodés.